# 151659 Egerszegi
151659 Egerszegi è un asteroide della fascia principale. Scoperto nel 2002, presenta un'orbita caratterizzata da un semiasse maggiore pari a 2,6488434 UA e da un'eccentricità di 0,1075359, inclinata di 15,45424° rispetto all'eclittica.